# Phare de Hellir
Le phare de Hellir est un phare situé sur une île à l'entrée du Hornafjörður dans la région d'Austurland. Il marque l'entrée du port de Höfn.